# 尼加拉瓜湖高鰭麗魚
尼加拉瓜湖高鰭麗魚，為輻鰭魚綱鱸形目隆頭魚亞目慈鯛科的其中一種，分布於中美洲尼加拉瓜及哥斯大黎加大西洋岸的淡水流域，體長可達16.5公分，棲息在湖泊及溪流，屬雜食性，以水生昆蟲、蝸牛、植物及有機碎屑等為食，可作為觀賞魚。